# Wladislaw Alexandrowitsch Karapusow
Wladislaw Alexandrowitsch Karapusow (russisch Владислав Александрович Карапузов; * 6. Januar 2000 in Norilsk) ist ein russischer Fußballspieler.

## Karriere

### Verein
Karapusow begann seine Karriere bei Lokomotive Moskau. Im Mai 2018 spielte er erstmals für das Farmteam von Lok, Lokomotive-Kasanka Moskau, in der drittklassigen Perwenstwo PFL. Dies blieb sein einziger Einsatz für Kasanka in der Saison 2017/18. Zur Saison 2018/19 rückte er fest in den Kader des Drittligisten und kam zu 13 Saisoneinsätzen.
Im August 2019 wechselte Karapusow zum FK Dynamo Moskau. Bei Dynamo kam er jedoch zunächst nur für die U-19-Mannschaft zum Einsatz. Im Juni 2020 debütierte er schließlich für die Profis der Moskauer in der Premjer-Liga, als er am 24. Spieltag der Saison 2019/20 gegen ZSKA Moskau in der Startelf stand. Bis Saisonende kam er zu fünf Einsätzen in der höchsten russischen Spielklasse. Im Februar 2021 wurde er an den Ligakonkurrenten FK Tambow verliehen. Für Tambow kam er bis Saisonende zu zehn Erstligaeinsätzen.
Zur Saison 2021/22 wurde er innerhalb der Liga an Achmat Grosny weiterverliehen. Während der Leihe kam er für die Tschetschenen zu 29 Einsätzen in der Premjer-Liga. Zur Saison 2022/23 kehrte er wieder nach Moskau zurück. Dort kam er für Dynamo viermal zum Einsatz, ehe er im September 2022 ein zweites Mal nach Grosny verliehen wurde. Während der zweiten Leihe absolvierte er 18 Partien für Achmat.
Zur Saison 2023/24 kehrte Karapusow erneut nach Moskau zurück. Dort machte er ein Spiel, ehe er im August 2023 ein viertes Mal verliehen wurde, diesmal an den FK Nischni Nowgorod.

### Nationalmannschaft
Karapusow durchlief von der U-16 bis zur U-19 sämtliche russische Jugendnationalteams.